# Byske socken
Byske socken i Västerbotten uppgick 1967 i Skellefteå stad och området är sedan 1971 en del av Skellefteå kommun, från 2016 inom Byske och Fällfors distrikt.
Socknens areal är 1 092,10 kvadratkilometer, varav 1 065,20 land. År 2000 fanns här 4 535 invånare. Tätorterna Ostvik och Drängsmark samt tätorten och kyrkbyn Byske med sockenkyrkan Byske kyrka ligger i socknen. 

## Administrativ historik
Ytterstfors bruksförsamling utbröts 1 maj 1838 ur Skellefteå landsförsamling. Bruksförsamlingen och landsförsamlingen återförenades efter 1866 då man slutade hålla gudstjänst i Ytterstfors och predikantsposten drogs in. Istället beslutade Kungl. Maj:t den 20 december 1867 att en ny, störrea församling skulle brytas ut ur den norra delen av Skellefteå landsförsamling till ett eget pastorat med namnet Byske, vilket skulle ske sedan  den nya kyrkan blivit färdigställd och efter kyrkoherden i Skellefteås avgång. 1 maj 1875 bildades Byske församling i linje med beslutet. Byske landskommun hade bildats genom en utbrytning ur Skellefteå landskommun fem månader tidigare, den 1 januari 1875.
Byske blev egen jordebokssocken enligt beslut den 12 oktober 1883. 1913 utbröts Fällfors församling ur Byske församling. Landskommunen uppgick 1967 i Skellefteå stad som 1971 ombildades till Skellefteå kommun. Församlingen uppgick 2009 i Byske-Fällfors församling.
1 januari 2016 inrättades distrikten Byske och Fällfors, med samma omfattning som motsvarande församlingar hade 1999/2000, och vari detta sockenområde ingår.
Socknen har tillhört fögderier, tingslag och domsagor enligt vad som beskrivs i artikeln Västerbotten.

## Geografi
Byske socken ligger vid kusten norr om Skellefteå kring Byskeälvens och Åbyälvens mynning. Socknen har odlingsbygd utmed vattendragen och vid kusten och är i övrigt en skogsbygd.

## Fornlämningar
Man har funnit cirka 20 boplatser från stenåldern, bland annat vid Bjurselet. På bronsålderns kustlinje har man funnit omkring 75 gravar av rösetyp. I skogslandet har anträffats drygt 100 fångsgropar. Här finns spår av skogssamisk kultur. Vid kusten finns labyrinter och tomtningar.

## Namnet
Namnet (1500 Byske) kommer från kyrkbyn som i sin tur kommer från Byskeälven (1337 Bredhabyskio) och innehåller buske, 'den svällande' syftande på växlande vattenstånd i älven
Namnet Byske härledes till Byskeälven.

## Befolkningsutveckling
| Befolkningsutvecklingen i Byske socken 1880–1990              | Befolkningsutvecklingen i Byske socken 1880–1990 | Befolkningsutvecklingen i Byske socken 1880–1990 | Befolkningsutvecklingen i Byske socken 1880–1990 | Befolkningsutvecklingen i Byske socken 1880–1990 |
| ------------------------------------------------------------- | ------------------------------------------------ | ------------------------------------------------ | ------------------------------------------------ | ------------------------------------------------ |
|                                                               |                                                  |                                                  |                                                  |                                                  |
| År                                                            |                                                  |                                                  | Folkmängd                                        |                                                  |
| 1880                                                          | 1880                                             |                                                  | 6 116                                            |                                                  |
| 1890                                                          | 1890                                             |                                                  | 7 615                                            |                                                  |
| 1900                                                          | 1900                                             |                                                  | 8 814                                            |                                                  |
| 1910                                                          | 1910                                             |                                                  | 9 638                                            |                                                  |
| 1920                                                          | 1920                                             |                                                  | 10 447                                           |                                                  |
| 1930                                                          | 1930                                             |                                                  | 10 457                                           |                                                  |
| 1940                                                          | 1940                                             |                                                  | 9 913                                            |                                                  |
| 1950                                                          | 1950                                             |                                                  | 8 900                                            |                                                  |
| 1960                                                          | 1960                                             |                                                  | 7 442                                            |                                                  |
| 1970                                                          | 1970                                             |                                                  | 5 987                                            |                                                  |
| 1980                                                          | 1980                                             |                                                  | 5 973                                            |                                                  |
| 1990                                                          | 1990                                             |                                                  | 5 896                                            |                                                  |
| Anm: Källor: Demografiska databasen, CEDAR, Umeå universitet. |                                                  |                                                  |                                                  |                                                  |